# 天津市气象局
天津市气象局是中国气象局下属机构，也是天津市人民政府的工作部门，实行双重领导，以中国气象局领导为主的管理体制。

## 历史沿革
1949年1月15日，中国人民解放军代表苏中、邹竞蒙接收中华民国中央气象局天津气象站。该站1950年7月迁址到东郊张贵庄机场，改名为张贵庄机场气象站。1949年1月16日，中国人民解放军代表又接收中华民国中央气象局塘沽测候所，改名塘沽气象站。这些气象机构为中国人民解放军军队建制。
1952年6月20日，中国人民解放军华北军区气象处成立，负责管理北京、天津、河北、山西、内蒙古等省市自治区的气象机构。办公地点为设在天津市哈尔滨道229号。1953年，全国各地气象机构由军队建制转为地方政府建制。1954年8月，在原华北气象处的基础上成立中央气象局天津海洋气象台，直属中央气象局领导。1958年气象体制改变，权力下放，各地气象部门由中央气象局领导变为由地方政府领导。同年，天津市由中央直辖市改为河北省省辖市。1958年下半年，天津海洋气象台改称河北省气象局天津海洋气象台。1959年初，天津海洋气象台改为“河北省气象科学研究所”。1960年，河北省气象科学研究所被调整为“河北省气象局气象台”。
1966年7月1日，以天津海洋气象台班底为主成立天津市气象局，县团级建制，与天津地区气象局并存，隶属河北省气象局领导。然而文化大革命开始后，天津市气象局正常的工作秩序被打乱。1967年1月，天津市恢复为中央直辖市，天津市气象局隶属中共天津市委、天津市革命委员会领导。1968年，天津市气象局改为天津市气象台。1970年初，全国各级气象部门实行当地军事部门与地方政府双重领导的管理体制。天津市气象台隶属天津警备区和天津市革命委员会领导。1971年7月7日，中共天津市委决定恢复天津市气象局，下设办公室、政工科、业务科、气象台。1973年8月1日起，天津气象部门隶属中共天津市委、天津市革命委员会领导。1975年，天津市气象局由县团级升为地师级建制。
1983年4月，按照国务院关于气象部门管理体制调整改革的精神，天津市气象局实行统一领导，分级管理，天津市气象局属中国气象局和天津市人民政府双重领导。

## 机构设置
内设机构
- 办公室
- 应急与减灾处
- 观测与预报处
- 科技发展处（气候变化处）
- 计划财务处
- 人事处
- 政策法规处（天津市防御雷电灾害管理办公室）
- 党组纪检组（审计室）
- 机关党委办公室（精神文明建设办公室）
- 离退休干部办公室

直属单位
- 天津市气象台（海河流域气象中心）
- 天津市气候中心（天津市生态与农业气象中心）
- 天津海洋中心气象台
- 天津市气象科学研究所
- 天津市环境气象中心
- 天津市气象探测中心（天津市气象仪器计量检定站）
- 天津市气象信息中心（天津市气象档案馆）
- 天津市人工影响天气办公室
- 天津市气象服务中心（天津市气象影视中心）
- 天津市突发公共事件预警信息发布中心
- 天津市气象灾害防御技术中心
- 天津市气象局机关服务中心

基层单位
- 天津市滨海新区气象局
- 天津市东丽区气象局
- 天津市津南区气象局
- 天津市西青区气象局
- 天津市北辰区气象局
- 天津市武清区气象局
- 天津市宝坻区气象局
- 天津市蓟州区气象局
- 天津市宁河区气象局
- 天津市静海区气象局

## 历任领导
历任局长
| 姓名   | 任期                  | 备注  |
| ------ | --------------------- | ----- |
| 刘俊才 | 1973年5月－1979年5月  |       |
| 张春明 | 1979年5月－1981年6月  |       |
| 张洪   | 1981年6月－1985年7月  |       |
| 丁德刚 | 1985年7月－1989年5月  |       |
| 王文辉 | 1989年5月－1993年7月  |       |
| 曾凡喜 | 1993年7月－2003年3月  |       |
| 王宗信 | 2003年3月－2007年12月 |       |
| 权循刚 | 2007年12月－2018年8月 |       |
| 杨引明 | 2018年8月－2020年2月  | [ 3 ] |
|        |                       |       |